# Zoran Njeguš
Zoran Njeguš (in serbo Зоран Његуш?; Belgrado, 25 giugno 1973) è un allenatore di calcio ed ex calciatore serbo.

## Carriera
Debutta da professionista nel 1993 con lo Sloboda Užice dove milita per due stagioni, prima di scusitare l'interesse della Stella Rossa di Belgrado, che lo ingaggia nell'estate del 1995 e con cui rimane fino al termine della stagione 1997-1998 vincendo due Coppe di Jugoslavia.
Si trasferisce in Spagna all'Atlético Madrid, con cui raggiunge le finali, entrambe perse, dapprima contro il Valencia, poi contro l'Espanyol, della Coppa del Re, edizioni 1999 e 2000.
All'inizio della stagione 2001-2002 viene ingaggiato dal Siviglia, dove rimane fino al 2004 prima di ritirarsi.

## Palmarès

### Giocatore

#### Competizioni nazionali
- Coppa di Jugoslavia: 2

Stella Rossa: 1995-1996, 1996-1997